# 刘大钧 (经济学家)
刘大钧（1891年—1962年），字季陶，号君谟，原籍江苏丹徒，生于江苏淮安，与马寅初、何廉、方显廷并称“民国四大经济学家”。1911年毕业于京师大学堂，毕业后庚款留学美国密歇根大学，师从亨利·卡特·亚当斯和弗雷德·M·泰勒，专业为经济统计。1916年学成回国，历任清华大学教授、中国经济学社社长、国民经济研究所所长、中国经济统计研究所所长、重庆大学商学院院长等职务，并且多次出任北洋政府和南京国民政府公职，是关税与贸易总协定的起草人之一。1947年后移居美国。叔父为《老残游记》作者刘鹗。